# Universidad Centroamericana José Simeón Cañas
La Universidad Centroamericana José Simeón Cañas (UCA), conocida simplemente como UCA El Salvador, es un centro de educación superior jesuita salvadoreño, también denominada como UCA. Fue la primera universidad privada de carácter religioso de la nación y la única sin fines de lucro. Poco antes de su fundación, el país carecía de una ley que permitiera y regulara la creación y funcionamiento de universidades privadas, siendo aprobada la primera en aras del establecimiento de esta Universidad convirtiéndose así en términos generales en la primera Universidad Privada del país. 
El campus universitario inicialmente se compartía en las instalaciones del colegio jesuita Externado de San José. Las instalaciones actuales se localizan en Antiguo Cuscatlán (ciudad que pertenece al Área Metropolitana de San Salvador), la extensión es de aproximadamente 22 manzanas, cuenta con siete edificios de aulas, seis aulas magnas, tres auditorios, 2 bibliotecas, 3 laboratorios, centros informáticos, polideportivo y otras dependencias como el Instituto de Derechos Humanos (Idhuca), Instituto Universitario de Opinión Pública (Iudop), Escuela de Idiomas UCA, Radio YSUCA, UCA Editores, 2 Talleres Gráficos UCA, etc. Posee un alumnado de 8,084 estudiantes distribuidos en 23 carreras de pregrado, entre licenciaturas, ingenierías, profesorados y técnicos; y en 13 postgrados, entre maestrías y doctorados, tres de estos siendo cotitulaciones con la Universidad Don Bosco, lo que convierte a estas dos instituciones en pioneras en El Salvador en ofrecer postgrados en conjunto. Las asignaturas son impartidas por 482 profesores.
Debido a su peso histórico, su influencia en la vida social del país, su calidad académica y su reconocimiento a nivel nacional y regional, es plausible decir que esta institución de educación superior es la segunda en importancia en El Salvador después de la Universidad de El Salvador. De hecho, algunos rankings como, la consultora británica que anualmente realiza el "Top Universities: Worldwide University rankings" el cual evalúa distintas universidades a nivel mundial en su desempeño académico, así como el "Ranking Web de Universidades" (Webometrics) del Consejo Superior de Investigaciones Científicas (CSIC) de España, colocan a la UCA como la primera o segunda mejor universidad salvadoreña. UCA El Salvador destaca aún por delante de otras universidades más antiguas en Centroamérica que están confiadas a la Compañía de Jesús, como la Universidad Rafael Landívar (URL) de Guatemala.

## Historia

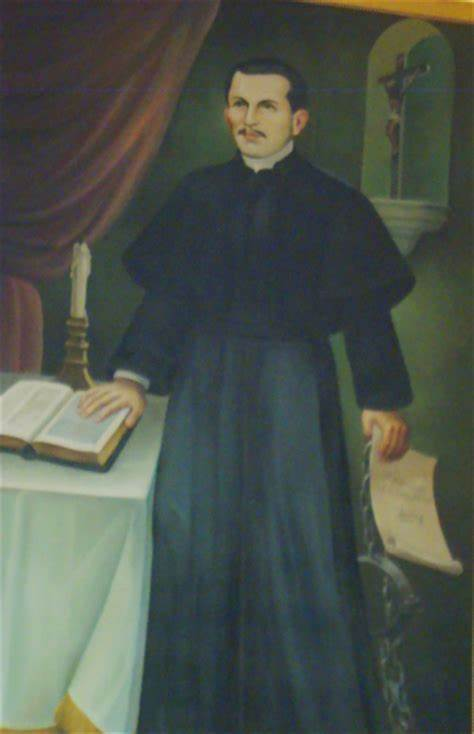
El independentista, presbítero y doctor José Simeón Cañas y Villacorta. La primera universidad de carácter privado fundada en el país en 1965 y una de las más prestigiosas de El Salvador, la Universidad Centroamericana «José Simeón Cañas» (UCA), adoptó su nombre en reconocimiento por su liberación de esclavos en el istmo centroamericano.

La UCA fue fundada el 15 de septiembre de 1965 por la Compañía de Jesús. Al fundarse, el gobierno salvadoreño y la clase empresarial esperaban que asumiera el papel de centro universitario para los egresados de los colegios católicos de clase alta, como alternativa a la estatal Universidad de El Salvador, que era acusada en su momento de promover ideologías colectivistas y marxistas debido a la inestabilidad política que el país tenía en ese momento. el gobierno del Coronel Julio Adalberto Rivera, sancionó una ley de universidades privadas y concedió las autorizaciones oficiales a la nueva universidad.
Además de estas consideraciones generales sobre lo que debía ser la nueva institución, es importante subrayar la percepción que predominaba en la Universidad de El Salvador, con excepción de la Facultad de Medicina y la Facultad de Jurisprudencia y Ciencias Sociales, consideradas como de alta calidad académica, sin embargo la docencia universitaria en las demás facultades era vista por los sectores económicos dominantes como mediocre o deficiente. Pero lo que más preocupaba a este sector era la orientación ideológica de las autoridades de la UES, que fue considerada como abiertamente comunista cabe recargar que esto ocurría cuando el país estaba a punto de vivir una guerra civil y por eso existían este tipo de publicaciones ya que la Universidad de El Salvador estaba encontra de las injusticias que el país vivía en ese momento. La dimensión anticomunista en la idea de los promotores de la nueva universidad no fue explicitada públicamente esto para apoyar el sector privado, pero estaba sobreentendida entre la clase dominante, sin cuyo apoyo no hubiera sido posible fundarla.
La idea original no progresó, pero la Compañía de Jesús, que desde hacía varios años contemplaba la posibilidad de establecer una universidad, impulsó una alternativa diferente, al menos en dos puntos importantes. La primera es que sería una corporación de utilidad pública, cuya administración se encargaría a una junta de directores. La segunda es que se orientaría hacia el desarrollo económico y social de la región. En esta visión había una percepción, no muy clara del todo, de las grandes injusticias sociales. Los fundadores eligieron para la institución el nombre y símbolo libertario de José Simeón Cañas.
El Gobierno también deseaba una alternativa y, por consiguiente, apoyó el proyecto. Este apoyo fue determinante para que la Asamblea Legislativa aprobara el anteproyecto de ley de universidades privadas, el 24 de marzo de 1965 ya que debido a que el país en ese entonces tenía un gobierno inestable con esto querían que la Universidad de El Salvador tuviera menos influencia esto debido aque la Universidad  de El Salvador estaba encontra de las injusticias del país (Decreto Legislativo n.º 244, publicado en el Diario Oficial del 30 de marzo de 1965). A continuación se elaboraron los estatutos (Acuerdo Ejecutivo n.º 06173, del 1 de septiembre de 1965, publicado en el Diario Oficial del 13 de septiembre de 1965), se instaló la primera junta de directores, integrada por cinco jesuitas, se hizo la inauguración oficial el 15 de septiembre y comenzaron las clases, con 357 estudiantes, en locales de la Iglesia de Don Rúa, cedidos por los salesianos, a principios de 1966.
Al crearse, la universidad ofrecía las carreras de economía, ingeniería industrial y administración de empresas; posteriormente en 1969 creó las carreras humanistícas de filosofía, psicología y letras. En 1970 con un crédito del Banco Interamericano de Desarrollo se inició la construcción del actual campus. A mediados de la década de los 70, la universidad, bajo la dirección del rector Román Mayorga Quirós adoptó una línea de pensamiento cada vez más progresista en aspectos políticos y sociales, de acuerdo a los cambios ideológicos que experimentaba la Compañía de Jesús, luego del Concilio Vaticano II. En 1976, el jesuita Ignacio Ellacuría, entonces catedrático de la universidad, lanzó duras críticas, al gobierno del presidente Arturo Armando Molina por abandonar un plan de reforma agraria, en un editorial de la revista universitaria ECA, posteriormente el gobierno retiró el pequeño subsidio que otorgaba a la universidad y esta pasó a ser blanco de agresiones por parte de grupos de ultraderecha. A partir de 1977, la UCA respaldó la línea pastoral del Arzobispo de San Salvador, Óscar Romero y su escuela de teología, dirigida por el jesuita Jon Sobrino se convirtió en uno de los exponentes latinoamericanos de la Teología de la Liberación. En marzo de 1977, el sacerdote jesuita Rutilio Grande fue asesinado y en varias ocasiones, hubo amenazas contra la comunidad jesuita de la universidad, incluyendo atentados con bomba dentro del campus universitario.
Del 19 al 23 de febrero de 1979 se verificó el Segundo Simposio de Ingeniería con el tema central de "Tecnología Apropiada para Países Subdesarrollados" en la UCA.

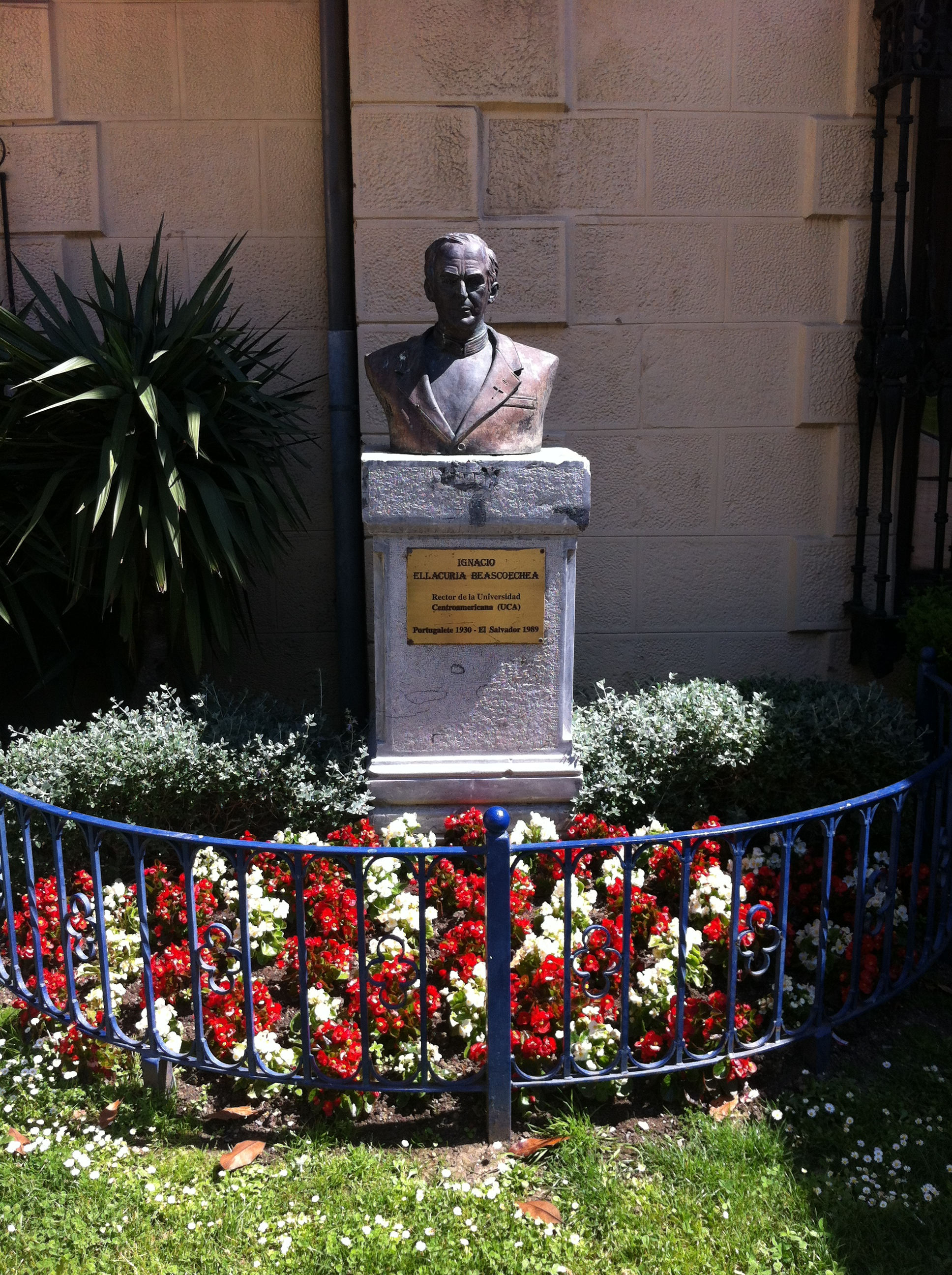
Rector de la Universidad Centroamericana. La estatua se encuentra ubicada en la entrada de la UNED Bizkaia (Portugalete).

En 1979, Ignacio Ellacuría asumió la rectoría de la Universidad y continuó la línea de proyección social universitaria, promoviendo el estudio de la realidad nacional y un mayor compromiso de la Universidad con los sectores populares. A partir del estallido de la guerra civil de El Salvador, el rector Ellacuría fue uno de los primeros promotores del diálogo y la negociación como único camino a la paz. Durante de la década de los 80, hubo nuevas amenazas y atentados contra la Universidad. 
El 16 de noviembre de 1989, el rector de la Universidad, Ignacio Ellacuría; el vicerrector académico, Ignacio Martín-Baró; el director del Instituto de Derechos Humanos de la UCA, Segundo Montes; el director de la Biblioteca de teología, Juan Ramón Moreno; el profesor de filosofía, Amando López, junto con otro jesuita, Joaquín López y López, y dos mujeres, colaboradoras de la Universidad, Elba y Celina Ramos fueron asesinados por un pelotón del Batallón Atlácatl de la Fuerza Armada de El Salvador.

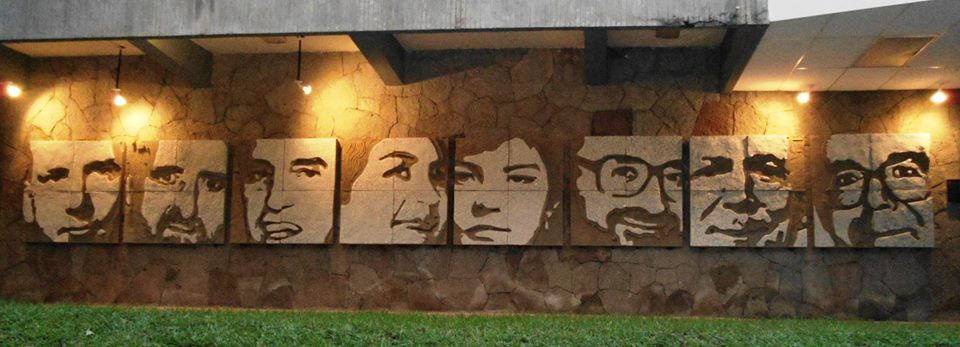
Mosaico de los mártires de la UCA

Estos asesinatos asestaron un golpe muy fuerte a la estructura universitaria, que inició un lento proceso de recuperación, bajo la dirección de los sucesores de Ignacio Ellacuría, los rectores Francisco Javier Ibisate S. J, Francisco Estrada S. J., y José María Tojeira, S. J., la Universidad ha continuado su proyección social.                                 
Centro Monseñor Romero                
Fue fundado en 1985 por la compañía de Jesús empezó siendo un Lugar de Proyección social y investigación de la UCA para la teología y contaba con su propia  Biblioteca especializada en teología y fue remodelado y ampliado en 1994 donde se le dio el nombre de Centro Monseñor Romero en honor a él por su contribución en contra de las injusticias del país y se le dio el nombre también a la Biblioteca de teología Juan Ramón Moreno en honor al jesuita mártir Juan Ramón Moreno que en ese momento era el director de la Biblioteca de teología, además de eso se agregó el departamento  de teología y algunas aulas, incluso su capilla algo que la UCA quería tener desde su fundación del 15 de septiembre de 1965 esto con el fin de dar a conocer las injusticias del país y para dar a conocer la memoria y recordatorio de los Mártires del 16 de noviembre de 1989 y para que las personas y estudiantes puedan tener una vida más cercana a Jesús.                 
alberga el Departamento de Teología, la Biblioteca “Juan Ramón Moreno”, especializada en teología, la Sala memorial de los Mártires, el Jardín de rosas, el sitio donde asesinaron a los mártires de la UCA el 16 de noviembre de 1989, la capilla de Elba y Celina, la parroquia Jesucristo Liberador, el Salón de Afiches, varias aulas, y la Asociación Monseñor Romero. 
El Centro Monseñor Romero forma parte de lo que el Ministerio de Turismo ha dado en llamar City Tour beato Óscar Romero.  
En 1990, la universidad recibió el Premio Príncipe de Asturias de Comunicación y Humanidades, como reconocimiento a su defensa de la libertad y los derechos humanos.
Rectores UCA 
• P. Florentino idoate, S.J. (1965-1969) 
• P. Luis Achaerandio, S.J. (1969-1975) 
• Ing. Román Mayorga (1975-1979) 
• P. Ignacio Ellacuria, S.J. (1979-1989) 
• P. Miguel Francisco Estrada, S.J. (1989-1995) 
• P. Francisco Javier Ibisate, S.J. (1995-1997) 
• P. José María Tojeira, S.J. (1997-2011)  
• P. Andreu Oliva, S.J. (2011-2023) 
• P. Mario Cornejo, S.J. (2024-Actualidad) 

## Oferta de pregrados
Facultad de Ciencias Sociales y Humanidades
- Licenciatura en Ciencias Jurídicas

- Licenciatura en Comunicación Social

- Licenciatura en Filosofía

- Licenciatura en Psicología

- Licenciatura en Teología

- Licenciatura en Idioma Ingles

- Técnico en Producción Multimedia

- Profesorado en Educación Especial

- Profesorado en Educación Parvularia

- Profesorado en Inglés

- Profesorado en Teología

- Licenciatura en Ciencias Sociales

Facultad de Ciencias Económicas y Empresariales 
- Licenciatura en Economía

- Licenciatura en Administración de Empresas

- Licenciatura en Contaduría Pública

- Licenciatura en Mercadeo

- Técnico en Mercadeo

- Técnico en Contaduría

Facultad de Ingeniería y Arquitectura
- Ingeniería Eléctrica

- Ingeniería Mecánica

- Ingeniería Civil

- Ingeniería de Alimentos

- Ingeniería Energética

- Ingeniería Industrial

- Ingeniería Química

- Ingeniería Informática

- Arquitectura
- Licenciatura en Diseño

## Oferta de postgrados
- Doctorado en Ciencias Sociales (cotitulación con Universidad Don Bosco)

- Doctorado en Filosofía Iberoamericana

- Maestría en Ciencias Sociales (cotitulación con Universidad Don Bosco)

- Maestría en Ciencia Política

- Maestría en Derecho de Empresa

- Maestría en Derecho Penal Constitucional

- Maestría en Desarrollo Territorial

- Maestría en Gerencia de Mantenimiento Industrial

- Maestría en Gestión Estratégica de la Comunicación

- Maestría en Intervención Social

- Maestría en Ingeniería de la Producción

- Maestría en Filosofía Iberoamericana

- Maestría en Política y Evaluación Educativa

- Maestría en Teología Latinoamericana

- Maestría en Dirección de Empresas

- Maestría en Finanzas

- Maestría en Ingeniería de Producción

- Maestría en Estadística Aplicada a la Investigación

- Maestría en Gerencia de Mantenimiento Industrial (cotitulación con Universidad Don Bosco)

| Predecesores: Pedro Laín Entralgo Fondo de Cultura Económica | 10.º Premio Príncipe de Asturias de Comunicación y Humanidades 1990 | Sucesor: Luis María Anson |